# Pikinpada
Pikinpada, ook geschreven als Piki Pada, is een dorp in het district Brokopondo in Suriname. Het ligt op een eiland in de Boven-Surinamerivier, tussen het Brokopondostuwmeer en Pokigron. Het maakt deel uit van het Battaliebagebied.
In 2014 werden Pikinpada, Banafowkondre en Baikoetoe bezocht door districtscommissaris Yvonne Pinas onder begeleiding van het Bureau Openbare Gezondheidszorg, vanwege overlast van vleermuizen die bewoners hadden gebeten. Deze gedijden goed in de bouwvallen in de omgeving die daarna werden gesloopt.
In 2015 hebben bewoners met hulp van Tropenbos International Suriname en WWF Guianas veertien dorpen van Pikinpada tot Lespansi driedimensionaal in kaart gebracht.